# Karby (Sydslesvig)
 Denne artikel omhandler en by i Sydslesvig. Opslagsordet har også en anden betydning, se Karby.
Karby er en landsby og kommune beliggende 5 km sydøst for Kappel på halvøen Svansø i det østlige Sydslesvig. Administrativt hører kommunen under Rendsborg-Egernførde kreds i den nordtyske delstat Slesvig-Holsten. Med under Karby hører Mariedal (Marienthal), Köllnerfeld og Kragebjerg (Krähenberg). Kommunen samarbejder på administrativt plan med andre kommuner i omegnen i Slien-Østersøen kommunefællesskab (Amt Schlei-Ostsee). Karby er sogneby i Svans Sogn (også Karby Sogn). Sognet lå i Risby Herred (senere Svans godsdistrikt, Slesvig), da området var dansk.
Karby er første gang nævnt 1462, selve landsbyen er dog ældre. Stednavnet henviser til byens funktion som kirkeby (olddansk Kirkæby). Karbys nuværende kirke er fra omtrent 1300. Frem til 1958 var Karby stationsby ved Egernførde kredsbane mellem Kappel og Egernførde. Karbys danske skole lukkede i slutningen af 1900-tallet. Landsbyen er omgivet af Brodersby i nord, Høgsmark i øst, Thorpe i syd og Vindemark-Mølleskov i sydvest.

## Billeder
- Borgerhuset
- Den tidligere danske skole i Karby